# Killeen, Texas
Killeen là một thành phố thuộc quận Bell, tiểu bang Texas, Hoa Kỳ. Năm 2010, dân số của xã này là 127921 người.

## Dân số
- Dân số năm 2000: 86911 người.
- Dân số năm 2010: 127921 người.